# Mente colmena
El término mente colmena se usa en la literatura de ciencia ficción para aludir a una conciencia o inteligencia que surge de la colaboración de individuos que por sí mismos no tienen esa capacidad.
Estas sociedades están basadas directamente en organizaciones reales: las de insectos que basan su reproducción en un solo elemento fértil, como las abejas, termitas y hormigas, capaces de desarrollar comportamientos de elevada complejidad a partir de individuos de comportamientos muy limitados. Su fascinante complejidad alejada del individualismo, las convirtió en modelo para muchas ficciones de culturas alienígenas. Suelen constituir grupos muy numerosos. Una de las características recurrentes en la ciencia ficción de los alienígenas enemigos es su elevado número y carencia de individualismo, cuyo paradigma surge con los alienígenas de los videojuegos de los '80.
Yendo más allá, estas mentes colmena comparten una sola mente. El individuo no tiene voluntad propia, ni por tanto instinto de supervivencia.
Entre las mentes colmena más famosas están:
- El Azotamentes de Stranger Things, que controla al resto de criaturas del Mundo del Revés.
- Los Replicantes (Stargate), las máquinas-insecto de la serie Stargate SG1.
- La de los insectores, que aparece en la novela El juego de Ender de Orson Scott Card.
- La de los taurinos, de La guerra interminable, de Joe Haldeman.
- La Colmena en la saga Destiny.
- Gorilla Grodd en DC Comics.
- Los xenomorfos de la película Alien de Ridley Scott.
- Las agresivas Chinches de Tropas del espacio de Robert A. Heinlein.
- Los temibles Zerg de la saga de videojuegos StarCraft.
- Chthon en Marvel Comics.
- Los Locust y el Enjambre de Gears of War.
- Los Chitauri de Marvel Comics.
- Los Lilin de Marvel Comics.
- Ultron en los cómics de Vengadores de Marvel Comics.
- Los Flood de la saga de Halo, son controlados por una mente llamada Gravemind que planea asimilar toda la información en la galaxia.
- Conde Drácula de Drácula de Bram Stoker.
- Los Simbiontes de Marvel Comics.
- Hive de Marvel Comics.
- Los Geonosianos de Star Wars.
- Bastión en los cómics de X-Men de Marvel Comics.
- Los Brood, del cómic X-Men de Marvel Comics.
- Brother Eye, y Brainiac, en sus versiones The New 52 en la editorial de cómics DC.
- Unidad, dentro de la serie Rick y Morty.
- Los Borg, que aparecen en múltiples series y películas de Star Trek
- g, que se pueden encontrar múltiples series y películas de Star Trek la
- Rey de la Noche con los Caminante Blancos de la serie Juego de Tronos
- Los geth, raza de inteligencias artificiales en la saga Mass Effect
- Imhotep de las películas de The Mummy.

Cuando la mente colmena es buena se le llama "mente colaborativa". Un ejemplo de "mente colaborativa" es el planeta Gaia, de la saga Fundación de Isaac Asimov, o las Stepford Cuckoos, personajes de los cómics Marvel.